# Fedra (Cabanel)
Fedra (Phèdre) è un dipinto di Alexandre Cabanel, realizzato nel 1880 e attualmente conservato al Museo Fabre, a Montpellier.

## Storia
Alexandre Cabanel nel realizzarlo utilizzò la tecnica della pittura a olio, per creare una brillantezza che suggerisce la regalità e lo sfarzo nel quale la protagonista del quadro, la regina di Atene Fedra, vive. Il tentativo, rivelatosi un successo, di Cabanel fu quello di conferire all'opera maggiore profondità tramite effetti visivi creati dai potenti chiaroscuri per cui l'artista, non essendo solito farli poiché caratterizzato da toni molto chiari e vivaci (come ne L'angelo caduto e La nascita di Venere), dovette lavorare a fondo, studiando in particolare le tecniche di Caravaggio, maestro del chiaroscuro.
Oltre gli studi su Caravaggio, Cabanel si ispirò, per il suo capolavoro, ai toni tipici del Barocco e del Rinascimento italiano, in seguito ai 5 anni che visse a Roma, vedendo coi propri occhi la Cappella Sistina, le opere di Annibale Carracci e La scuola di Atene di Raffaello.
Realizzato da Cabanel nel 1880, il dipinto venne esposto al Salone di Parigi, per poi venir donato proprio da Cabanel, assieme ad un'altra sua celebre opera d'arte L'angelo caduto, al Museo Fabre, nella sua città natale, Montpellier.

## Descrizione
Il quadro, chiaro riferimento alla mitologia greca e alla tragedia greca di Euripide, ritrae il personaggio appunto mitologico di Fedra, distesa su un fianco su un letto decorato con motivi orientaleggianti, per simboleggiare che la scena è ambientata in territorio straniero a quello originario di Fedra (Atene, in Grecia): ella ha il braccio destro piegato a sostenerle la testa, mentre quello sinistro accasciato fuori dal letto, mentre quasi sfiora il fine velo nero con fili d'oro che sottostà alla testa di Fedra. Questa posizione offre un senso di stanchezza, forse causata dalla depressione, come se il corpo fosse privo di forze.
A lato della tela, il viso oscuro e risoluto della donna, assieme agli occhi persi contornati da occhiaie suggeriscono un sentimento di malinconia o forse frustrazione; mentre i capelli rossi, in parte raccolti in trecce fissate sulla testa e in parte spettinati e sfuggiti all'acconciatura, sono sparsi sul cuscino (di color turchese), dando un senso di trascuratezza alla figura.
In contrasto con i toni scuri del rosso carminio e del nero dello sfondo, emerge al centro del quadro il corpo pallido (in confronto ai volti più scuri delle due ancelle a destra) di Fedra, di cui la parte inferiore è coperta da un lenzuolo bianco di lino, mentre il busto è completamente a nudo.
Intanto a destra vi sono due ancelle, forse sue dame di compagnia: di queste, una è in piedi al limite destro del quadro, in parte anche tagliata, col viso rivolto verso Fedra e visibilmente preoccupato per la ragazza; si presenta accovacciata verso di lei, con le mani giunte sulle ginocchia, come se stesse implorando la donna di alzarsi. L'altra ancella, invece, è seduta ai piedi del letto di Fedra, chiaramente mentre sta dormendo, ma con un'espressione tutt'altro che tranquilla, ma anzi esausta (se non svenuta), come se fosse stata appena sfinita da una forte emozione.

## Critica
Nonostante le grandi somiglianze che condivide con l'enormemente apprezzato La nascita di Venere, come il nudo femminile, quando Cabanel presentò Fedra, l'ammirazione per il suo stile diminuì molto, tanto che il lavoro venne definito "un ritratto inadatto per il personaggio classico", "poco brillante" e "confuso", forse per il miscuglio di arte accademica e i chiaroscuri atipici per l'artista.